# Juma al-Habsi
Juma Marhoon Juma al-Habsi (arabisch جمعة الحبسي, DMG Ǧumʿa al-Ḥabsī; * 28. Januar 1996) ist ein omanischer Fußballspieler.

## Karriere

### Klub
Seit der Saison 2017/18 steht er im Kader der ersten Mannschaft von al-Seeb.

### Nationalmannschaft
Nach der U19 hatte er seinen ersten bekannten Einsatz für die omanische Fußballnationalmannschaft am 20. März 2021 bei einem 0:0-Freundschaftsspiel gegen Jordanien, wo er in der Startelf stand und über die gesamte Spielzeit auch auf dem Platz verblieb, in der 47. Minute kassierte er zudem auch noch seine erste gelbe Karte im Trikot der Nationalmannschaft. Danach kam er noch in mehreren Spielen der Qualifikation für die Weltmeisterschaft 2022 zum Einsatz und stand auch im Kader beim FIFA-Arabien-Pokal 2021, wo er in jedem Spiel seines Teams zum Einsatz kam.